# Louis Camilleri
Dieser Artikel wurde aufgrund inhaltlicher und/oder formaler Mängel auf der Qualitätssicherungsseite des Portals Wirtschaft eingetragen. 
Du kannst helfen, indem du die dort genannten Mängel beseitigst oder dich an der Diskussion beteiligst.
Louis Carey Camilleri (* 13. Januar 1955 in Alexandria, Ägypten) ist ein britisch-amerikanischer Manager.

## Leben
Camilleri wurde als Sohn maltesischer Eltern mit italienischen Wurzeln im ägyptischen Alexandria geboren. Durch die damalige Zugehörigkeit Maltas zum Vereinigten Königreich besitzt er seit der Geburt die britische Staatsbürgerschaft.
Er studierte Wirtschaftswissenschaften an der HEC Lausanne, das er 1976 beendete. Nach seinem Studium war er zunächst für das Unternehmen W. R. Grace and Company als Wirtschaftsanalyst tätig. 1978 wechselte Camilleri zu Philip Morris International.  2006 wurde Camilleri CEO des US-amerikanischen Unternehmens Philip Morris International. Nach dem gesundheitsbedingten Rücktritt des Ferrari-Chefs Sergio Marchionne übernahm Camilleri dessen Position.
Mitte Dezember 2020 trat er nach überstandener Corona-Erkrankung überraschend von all seinen Ämtern zurück. Interimistisch übernahm der Aufsichtsratsvorsitzende John Elkann die Aufgabe, den Vorstand zu leiten. Zum 1. September 2021 wurde Benedetto Vigna Ferrari-Chef.
Camilleri ist seit 2004 geschieden und hat drei Kinder. Er spricht fließend Deutsch, Englisch, Italienisch und Französisch.